# Origen dels noms dels planetes
El nom dels planetes del nostre sistema solar prové de la mitologia grega i romana. Així,
- Mercuri: Hermes, déu dels missatgers, dels comerciants, dels lladres i dels viatgers
- Venus: Afrodita, deessa de l'amor i de la bellesa
- La Terra: Hera, mare de tots els déus, deessa del matrimoni
- Mart: Ares, déu de la guerra
- Jupiter: Zeus, déu del cel
- Saturn: Kronos, controlador del temps
- Urà: déu del cel, fill de l'aire i de la terra
- Neptú: Posidó, déu del mar
- Plutó: Hades, déu dels inferns[2]